# Pierre Chasseray
Pierre Chasseray est un professionnel de la communication français, actuel délégué général et porte-parole de l'association 40 millions d'automobilistes. Il anime une émission consacrée à l'automobile sur Sud Radio et fait régulièrement une chronique sur la chaîne CNews.

## Parcours professionnel
Entre 2003 et 2004, il est chef de cabinet de Philippe Douste-Blazy à l'UMP. En 2007, il rejoint le WWF France, en tant que responsable des relations presse. En 2012, il devient délégué général de l'association 40 millions d'automobilistes,.  
Il assure également une émission d'actualités automobile qui « donne la parole aux acteurs des transports » aux côtés de Laurence Péraud sur Sud Radio depuis janvier 2015,,.
Depuis 2020, Pierre Chasseray est consultant automobile pour la chaine d'actualité CNews, et anime la rubrique "40 millions d'automobilistes".
En 2022, il est nommé membre titulaire au Conseil national de la sécurité routière, en tant que représentant l'association 40 millions d'automobilistes.

## Présence médiatique
Pierre Chasseray contribue à faire de l'association 40 millions d'automobilistes « l'interlocuteur de référence quand il s'agit de donner la parole aux automobilistes », reconnaissant avoir des contacts privilégiés dans les rédactions et avoir « plaisir à monter des exclusivités avec certains médias ».

## Critiques
En 2014, un article de Libération rapporte des propos le qualifiant de « mercenaire », un ancien collègue du WWF signalant anonymement son absence de convictions environnementales.
En 2018, il est présenté par France Info comme un professionnel de la communication aux méthodes contestables, spécialiste des coups médiatiques, n'hésitant pas à produire des « études bidons ». Dans le même portrait, il indique « être le militant de celui qui le paye », tout en se disant agacé par les soupçons de financement par l'industrie automobile.

## Prises de position
Il est opposé :
- aux restrictions de circulation lors des pics de pollution[11] ainsi qu'aux zones à faibles émissions[12]
- à la limitation à 80 km/h sur le réseau secondaire[13],[14]
- à la généralisation de la circulation à 30km/h dans les grandes villes comme Paris, Lyon, Bordeaux (2021)[15],[16], ou dans toute la France (2024)[17]
- à l'aggravation des sanctions de l'usage du téléphone au volant, privilégiant la prévention par exemple avec l'usage de simulateurs de conduite[18]

Sur les radars automatiques, il estime que les radars français servent plus les caisses de l'Etat que la sécurité routière. Il est contre la sanction, retrait de point et amende, des petits excès de vitesse.
Il est ouvertement contre les mesures de restriction de la circulation automobile prises par le maire écologiste de Lyon Grégory Doucet. Aussi, Pierre Chasseray associe ces mesures à une démarche de "diabolisation" de l'automobile découlant d'une position « totalitaire, extrémiste et égoïste ».